# Flip (Curaçao)
Flip – miejscowość (plaats) oraz osada (buurt) w dystrykcie Bandabou, w kraju autonomicznym Curaçao, należącym do Holandii, w Ameryce Południowej. 20 października 2023 r. liczyła 480 mieszkańców.

## Osady
Jedna osada (buurt) wchodzi w skład miejscowości:
| Lp. | Nazwa | Powierzchnia km² | Liczba mieszkańców |
| --- | ----- | ---------------- | ------------------ |
| 1.  | Flip  | 3,00             | 480                |